# Polissia-2 Żytomierz
Polissia-2 Żytomierz (ukr. Футбольний клуб «Полісся-2» (Житомир), Futbolnyj Kłub "Polissia-2" (Żytomyr)) – filialna drużyna ukraińskiego klubu piłkarskiego Polissia Żytomierz z siedzibą w mieście Żytomierz, w północno-zachodniej części kraju, grająca od sezonu 2024/25 w Druhiej-lidze.

## Historia
Chronologia nazw:
- 1959: Awanhard-D Żytomierz (ukr. ФК «Авангард-Д» (Житомир))
- 1960: Polissia-D Żytomierz (ukr. ФК «Полісся-Д» (Житомир))
- 1967: Awtomobilist-D Żytomierz (ukr. ФК «Автомобіліст-2» (Житомир))
- 1977: Spartak-D Żytomierz (ukr. ФК «Спартак-Д» (Житомир))
- 1989: Polissia-D Żytomierz (ukr. ФК «Полісся-Д» (Житомир))
- 1992: Chimik-2 Żytomierz (ukr. ФК «Хімік-2» (Житомир))
- 1997: Polissia-2 Żytomierz (ukr. ФК «Полісся-2» (Житомир))
- 2005: klub rozwiązano
- 2016: MFK Żytomierz-2 (ukr. МФК «Житомир-2»)
- 2017: Polissia-2 Żytomierz (ukr. ФК «Полісся-2» (Житомир))

Druga drużyna piłkarska Awanhard-D została założona w Żytomierzu jako drużyna rezerw (litera D to początek słowa Dublerzy) klubu Awanhard Żytomierz w 1959 roku. Później drużyna nazywała się Polissia-D, Awtomobilist-D, Spartak-D. Drużyna rezerw sporadycznie brała udział w mistrzostwach obwodu żytomierskiego.
Po uzyskaniu niepodległości przez Ukrainę drużyna rezerwowa Polissia zmieniła nazwę na Chimik-2. Zespół kontynuował występy w mistrzostwach obwodu żytomierskiego. W 1997 klub ponownie przyjął nazwę Polissia-2. Ale w 2005 roku z przyczyn finansowych klub został rozwiązany.
Dopiero w 2016 klub został odrodzony jako MFK Żytomierz-2, a w następnym 2017 przywrócił nazwę Polissia-2.
Latem 2024 roku klub zgłosił się do rozgrywek Druhiej Lihi i otrzymał status profesjonalny.

## Barwy klubowe, strój, herb, hymn
|  |  |

Klub ma barwy zielono-żółte. Piłkarze domowe spotkania zazwyczaj grają w zielonych koszulkach, zielonych spodenkach oraz zielonych getrach.

## Sukcesy

### Trofea międzynarodowe
Do chwili obecnej klub jeszcze nigdy nie zakwalifikował się do rozgrywek europejskich.

### Trofea krajowe
| \| \| Zdobyte trofea w rozgrywkach Ukrainy (stan na: 31-05-2025) \| |                                                            |      |          |
| Rozgrywki                                                           | Osiągnięcie                                                | Razy | Sezon(y) |
| · Mistrzostwo                                                       | I miejsce                                                  | 0    |          |
| · Mistrzostwo                                                       | II miejsce                                                 | 0    |          |
| · Mistrzostwo                                                       | III miejsce                                                | 0    |          |
| II liga                                                             | I miejsce                                                  | 0    |          |
| II liga                                                             | II miejsce                                                 | 0    |          |
| II liga                                                             | III miejsce                                                | 0    |          |
| Ukraina                                                             | Zdobyte trofea w rozgrywkach Ukrainy (stan na: 31-05-2025) |      |          |

- Druha liha (D3):
  - 5.miejsce (1x): 2024/25 (gr.A)

## Poszczególne sezony

### Rozgrywki międzynarodowe

#### Europejskie puchary
Nie uczestniczył w rozgrywkach europejskich.

### Rozgrywki krajowe
| \| Ukraina \| Bilans występów klubu w rozgrywkach piłkarskich Ukrainy (Stan na 31 maja 2025 r.) \| \| |                                                                                   |        |       |   |   |   |    |    |     |         |        |        |      |
| Poziom                                                                                                | Rozgrywki                                                                         | Sezony | Mecze | Z | R | P | B+ | B– | Pkt | Lata    | Awanse | Spadki | Naj. |
| I | Wyszcza liha / Premier-liha                                                       | 0      |       |   |   |   |    |    |     |         | 0      | 0      |      |
| II | Persza liha                                                                       | 0      |       |   |   |   |    |    |     |         |        |        |      |
| III                                                                                                   | Druha liha                                                                        | 1      |       |   |   |   |    |    |     | od 2024 | 0      | 0      | 5    |
| IV | Amatorska liha                                                                    | 0      |       |   |   |   |    |    |     |         |        |        |      |
| | Puchar Ukrainy                                                                    | 0      |       |   |   |   |    |    |     |         | 0      | 0      |      |
| Ukraina                                                                                               | Bilans występów klubu w rozgrywkach piłkarskich Ukrainy (Stan na 31 maja 2025 r.) |        |       |   |   |   |    |    |     |         |        |        |      |

## Piłkarze, trenerzy, prezydenci i właściciele klubu

### Piłkarze

#### Aktualny skład zespołu
Klub ma wspólną listę zawodników na sezon z pierwszą drużyną Polissia Żytomierz.

### Trenerzy
...
- 05.06.2024–31.05.2025:  Kiszan Szil Gautam
- od 01.07.2025:  Ołeksandr Maksymow

## Struktura klubu

### Stadion
Drużyna rozgrywa swoje mecze domowe we wsi Hłyboczycia około Żytomierza na stadionie NTC Polissia, który może pomieścić 266 widzów.

## Kibice i rywalizacja z innymi klubami

### Derby
- Nywa Winnica